# Pieter van Dijk (organist)
Pieter van Dijk (Rheden, januari 1958) is een Nederlands organist en orgeldocent aan het Conservatorium van Amsterdam en aan de Hochschule für Musik und Theater Hamburg.

## Levensloop en werk
Pieter van Dijk studeerde bij Bert Matter aan het Conservatorium in Arnhem en verdiepte zijn orgelspel bij Gustav Leonhardt, Marie-Claire Alain en Jan Raas. Sinds 1989 is hij docent voor het hoofdvak orgel aan het Conservatorium van Amsterdam en sinds 1995 professor voor orgel, improvisatie en methodiek aan de Hochschule für Musik und Theater Hamburg. Daarnaast is hij gastdocent aan verschillende Europese conservatoria.
In de Laurenskerk te Alkmaar is Van Dijk organist van het beroemde Van Hagerbeer/Schnitger-orgel (1645/1725) en het laatgotische Jan van Covelens-orgel (1511).
Sinds 2004 is hij eveneens stadsorganist van Alkmaar.
Pieter van Dijk is ook actief als orgeladviseur. Zo was hij onder meer betrokken bij de reconstructie van het orgel in de Sint-Catharinakerk te Hamburg, bij de restauraties van de orgels in Olkusz (Polen) en Mölln (Duitsland) en bij de bouw van het Monteverdi-orgel.
Van Dijk heeft verschillende cd-opnamen gemaakt van zowel oude als eigentijdse muziek. Van 2017 tot 2022 heeft hij de complete orgelwerken van Johann Sebastian Bach op 21 cd's opgenomen. Als concert-organist is hij actief in Europa, Japan en de Verenigde Staten. Hij won prijzen op de internationale orgelconcoursen in Deventer (1979) en Innsbruck (1986), en in 2013 kreeg hij de Preis der deutschen Schallplattenkritik. In 2021 werd hem de Oeuvreprijs toegekend van het Alkmaarse Victoriefonds. Samen met Frank van Wijk is Van Dijk artistiek leider van het Orgelfestival Holland.
Daarnaast is hij actief in de artistieke raad van de Contius Foundation in Leuven en samen met Arvid Gast organiseert hij het Buxtehudeconcours in Lübeck en Hamburg.

## Discografie
- Sweelinck 400 years, between West and East. Pieter van Dijk in Alkmaar, Krzysztof Urbaniak in Olkusz. 2 CD. dmp records 2021.
- Bach – Complete Organ Works 9: Die Kunst der Fuge. Van Hagerbeer/Schnitger-orgel Laurenskerk te Alkmaar. 2 CD. dmp records 2022.
- Bach – Complete Organ Works 8: North German Influences. Flentrop-orgel Sankt Katharinen, Hamburg en Stellwagen-orgel te Lübeck. 2 CD. dmp records 2022.
- Bach – Complete Organ Works 7: Schübler-Choräle. Van Hagerbeer/Schnitger-orgel Laurenskerk te Alkmaar. 2 CD. dmp records 2021.
- Bach – Complete Organ Works 6: Kirnberger-Sammlung. Hinsz-orgels te Harlingen en Bolsward. 2 CD. dmp records 2020.
- Bach – Complete Organ Works 5: Neumeister-Sammlung. Van Hagerbeer/Schnitger-orgel Laurenskerk te Alkmaar. 2 CD. dmp records 2019.
- Bach – Complete Organ Works 4: Gottfried Silbermann. Orgels Freiberger Dom en Ponitz. 2 CD. dmp records 2019.
- Bach – Complete Organ Works 3: Leipziger Choräle. Van Hagerbeer/Schnitger-orgel, Laurenskerk te Alkmaar. 2 CD. dmp records 2018.
- Bach – Complete Organ Works 2: Orgelbüchlein. Garrels-orgel Nicolaaskerk te Purmerend. 2 CD. dmp records 2018.
- Bach – Complete Organ Works 1: Clavier Übung III. Van Hagerbeer/Schnitger-orgel Laurenskerk te Alkmaar. 2 CD. dmp records 2017 (met Elma Dekker, sopraan).
- 50 Years Klop Early Keyboard Instruments, Pieter van Dijk plays his Klop Chamber organ. CD. 2016.
- Antonio Soler: Six Concertos for Two Organs. CD, Brilliant Classics 2015 (met Maurizio Croci).
- Jan Pieterszoon Sweelinck: De orgel- en klavecimbelwerken (= The Sweelinck monument. Deel 4). CD, Note 1 Music, Heidelberg 2015.
- Ton sur Ton, Nieuwe muziek voor saxofoons en orgel. CD, Orgelpark, 2014 (met Amstel Quartet, Leo van Doeselaar, Arno Bornkamp).
- mit Frank van Wijk, Leo van Doeselaar, Bernard Winsemius: Alkmaar, the Organs of the Laurenskerk. 2 DVD/CD, Fugue State Films, 2013.
- Regina Renata. Die Orgel in St. Katharinen Hamburg. CD, Karola Parry/Udo Potratz, Hamburg 2013 (Pieter van Dijk, Andreas Fischer, Wolfgang Zerer: werken van Heinrich Scheidemann, Johann Adam Reincken, Johann Sebastian Bach, Heinrich F. Degenhardt, Hugo Distler).
- „Spielen in die Orgel“. Barocke Meisterwerke für Violine und Orgel an den Orgeln der Grote Sint Laurenskerk, Alkmaar. CD, Klassik-Center, Kassel 2007 (met Annegret Siedel: werken van Johann Sebastian Bach, Johann Adam Reincken, Dieterich Buxtehude, William Brade, Heinrich Scheidemann, Johann Schop).
- Orgels van de Grote Sint Laurenskerk Alkmaar. CD 2004.01 (met Frank van Wijk).
- Historical organs of Alkmaar. CD-Rom, Stichting Internationaal Schnitger Orgelconcours, Alkmaar 2000, ISBN 90-805973-1-7.
- Transcriptions: Concerti & Trios by Vivaldi, Johann Ernst, Telemann, Fasch, Couperin = Transkriptionen / Johann Sebastian Bach. CD, Hänssler, Holzgerlingen 2000.
- Van Covelens Organ Anno 1511. Grote Sint Laurenskerk Alkmaar-Holland: werken van Sweelinck, Frescobaldi enz. CD. Contrapunctus Musicus 2000.
- Het historische orgel in Nederland 5. CD, Nationaal Instituut voor de Orgelkunst, Amsterdam 1999.
- Heinrich Scheidemann: Organ Works. Vol. 1. CD, Naxos, Kirchheim bei München 1998.
- 100 Years organ music from the Netherlands. CD, NW Classics 1994 (met Jan Jansen, Albert de Klerk, Hans van Nieuwkoop, Jan Raas, Janjob Remmers,)
- Pieter van Dijk a l’orgue Gheude, Pla de Santa Maria. CD, CEOS 1993.
- Organs of the Netherlands 3, Recital by Pieter van Dijk at the organ of Oosthuizen. CD, Emergo classics 1993.
- Organs of the Netherlands 6, Recital by Pieter van Dijk at the Baetz organ of the Round Lutheran Church in Amsterdam. CD, Emergo classics 1993.

## Publicaties
- De creatie van een Monteverdi-orgel. In: Het Orgel. Jg. 116, No. 4 (2020), pp. 37–42.
- met Frank van Wijk (uitg.): The Camphuysen Manuscript (= ECHO Collection of Historical Organ Music. Band 2). Ut Orpheus, Bologna 2018, ISMN 9790215325340.
- Fantasia in g-Minor BWV 542: Bach’s Chromatic Fantasia for Organ. In: „Ars et Usus Musicae Organicae.“ Essays in Honour of Olli Porthan. Sibelius Academy Helsinki, Helsinki 2017, ISBN 978-952-329-084-6, pp. 77–92.
- Struktur und Klanggestaltung in Bachs Concerto-Transkriptionen für Orgel. In: Orgelbau, Orgelspiel und Kirchenmusik einst und jetzt. Lit-Verlag, Wien 2013, ISBN 978-3-643-50506-4, pp. 103–138.
- Haltungsaspekte im Orgelspiel. Hochschule für Musik und Theater, Hamburg ca. 2013.
- Die Bach-Ästhetik in Karl Straubes Edition von 1913. In: Bach-Interpretation und -rezeption seit dem 18. Jahrhundert. Verlag der Musikalienhandlung Wagner, Schneverdingen 2003, pp. 137–150.
- Verte Citissime, on Turning Pages in Matthias Weckmann’s Organ Music. In: Urut Ajassa, Festschrift for Kari Jussila. Sibelius Academie, Helsinki 2003, ISBN 952-9658-77-X.
- Aspects of Fingering and Hand Division in Lynar A1. In: Sweelinck Studies, Proceedings of the Sweelinck Symposium. STIMU, Utrecht 2002, ISBN 90-72786-09-2.
- De organisten van het Witte-orgel in de Oude Lutherse Kerk. In: Pieter van Dijk, Harry Donga (uitg.): Monumentale orgels van Luthers Amsterdam. Boekencentrum, Zoetermeer 1998, ISBN 90-239-0367-6, pp. 232 vv.
- Aspecten van handverdeling en pedaalgebruik in de orgelwerken van Sweelinck volgens het handschrift Lynar A1. In: Het Orgel. 91 (November 1995), pp. 365–374.
- met Peter Westerbrink: Matthias Weckmann and the Use of the Organ in the Jacobikirche in Hamburg in the Seventeenth Century. Boeijenga, Sneek 1991.